# Беннетт, Фрэнк Мосс
Фрэнк Мосс Беннетт (англ. Frank Moss Bennett; 1874[…], Ливерпуль, Ланкашир — 23 февраля 1952, Лондон) — британский художник, жанрист и портретист.

## Биография

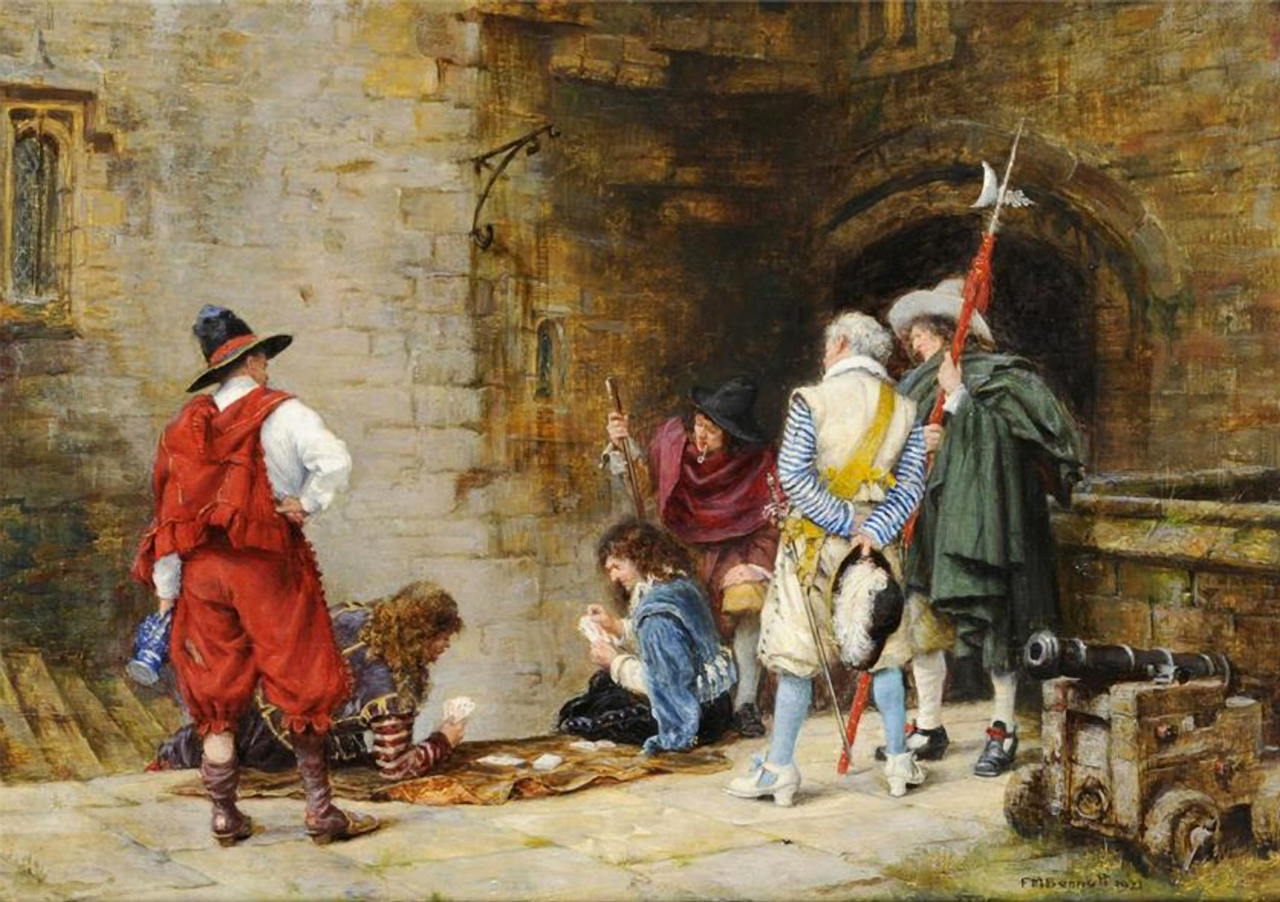
На посту

Родился в 1874 году в Ливерпуле. Получил образование в Клифтон-колледже, частной закрытой школе в Бристоле. После окончания Клифтон-колледжа вместе со своим соучеником Эдвардом Фрэнсисом Уэллсом, тоже увлекавшимся живописью, поступил сперва в Школу изящных искусств Слейда, затем в Художественную школу Сен-Джонс-Вуд, и, наконец, в художественное училище Королевской академии художеств в Лондоне. За время обучения в Академии Беннетт получил золотую медаль и стипендию на годичное образовательное путешествие по Италии, причём в этой поездке его сопровождал Уэллс, не получивший стипендии.
После возвращения в Великобританию Беннетт регулярно выставлял свои работы на ежегодных выставках в Королевской академии (в 1898—1928 годах) и в Картинной галерее Ливерпуля (в 1899—1932 годах).
Беннетт был особенно известен своими костюмными жанровыми сценами, к созданию которых подходил с большой тщательностью. Так, он собрал коллекцию костюмов XVIII и начала XIX века, чтобы более точно изображать одежду своих героев. Помимо этого, Беннетт писал портреты. Особенно много портретов он создал после Первой мировой войны, чтобы увековечить павших по просьбе их родственников.
С 1907 года Беннетт был женат на Маргарет Альме Пеллью. В этом браке родились сын и дочь.
В 1938 году Беннетт отошёл от активной творческой деятельности и вместе с женой переехал из Лондона на ферму поблизости от Ньютон-Эббота в графстве Девон.
Скончался Беннетт в 1952 году.

## Галерея

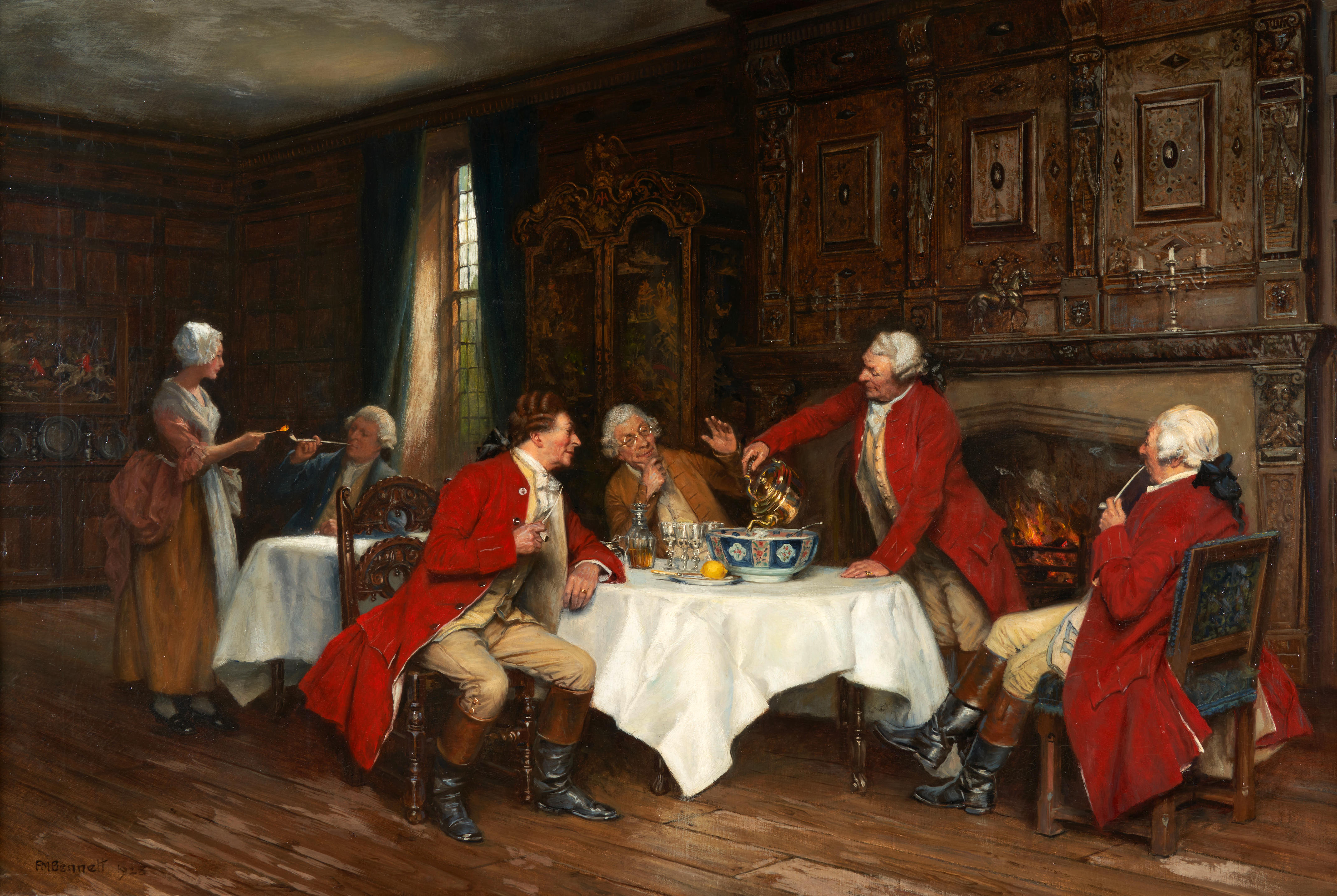
Чаша для пунша
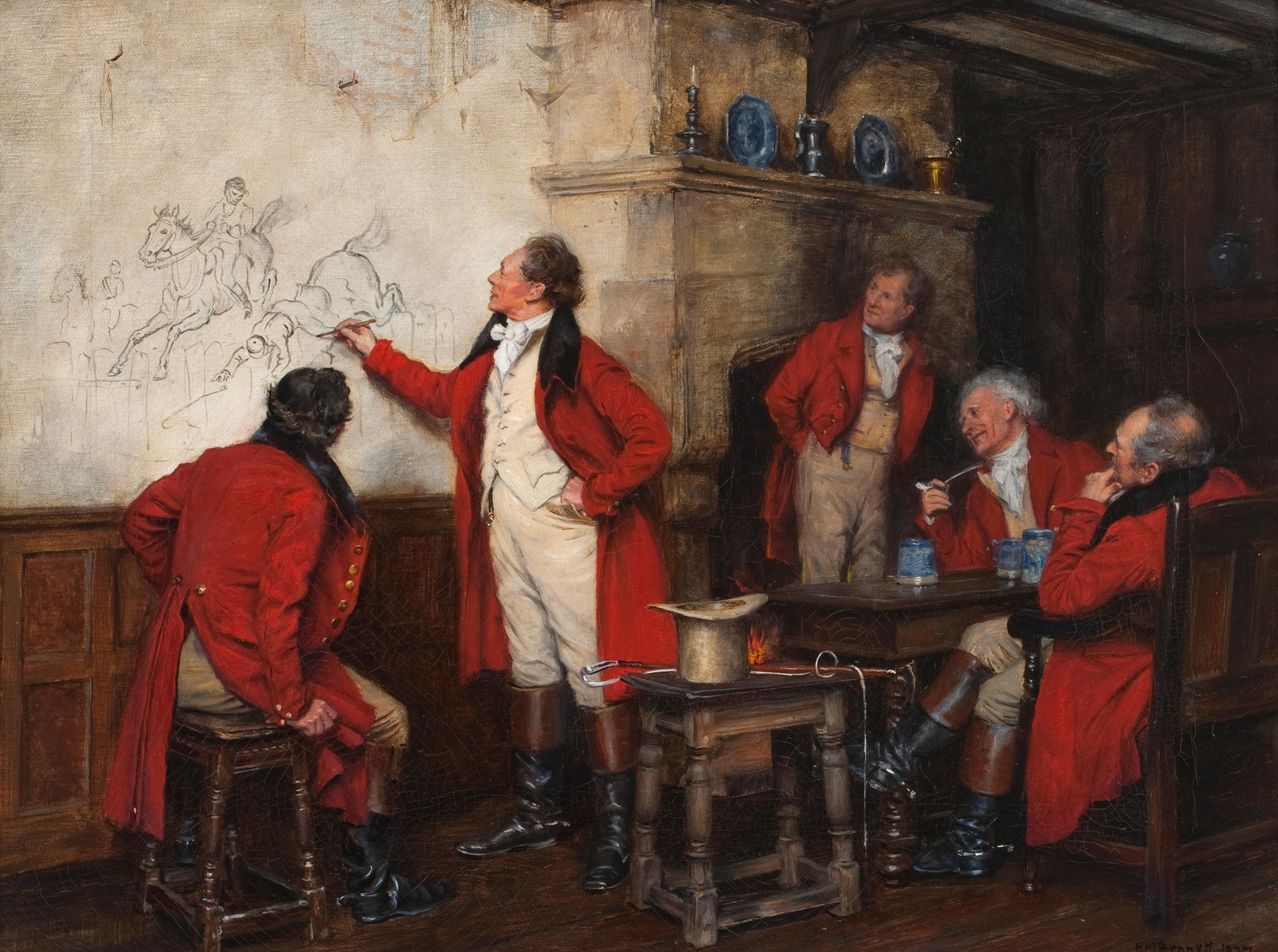
Охотник рассказывает друзьям о падении с лошади
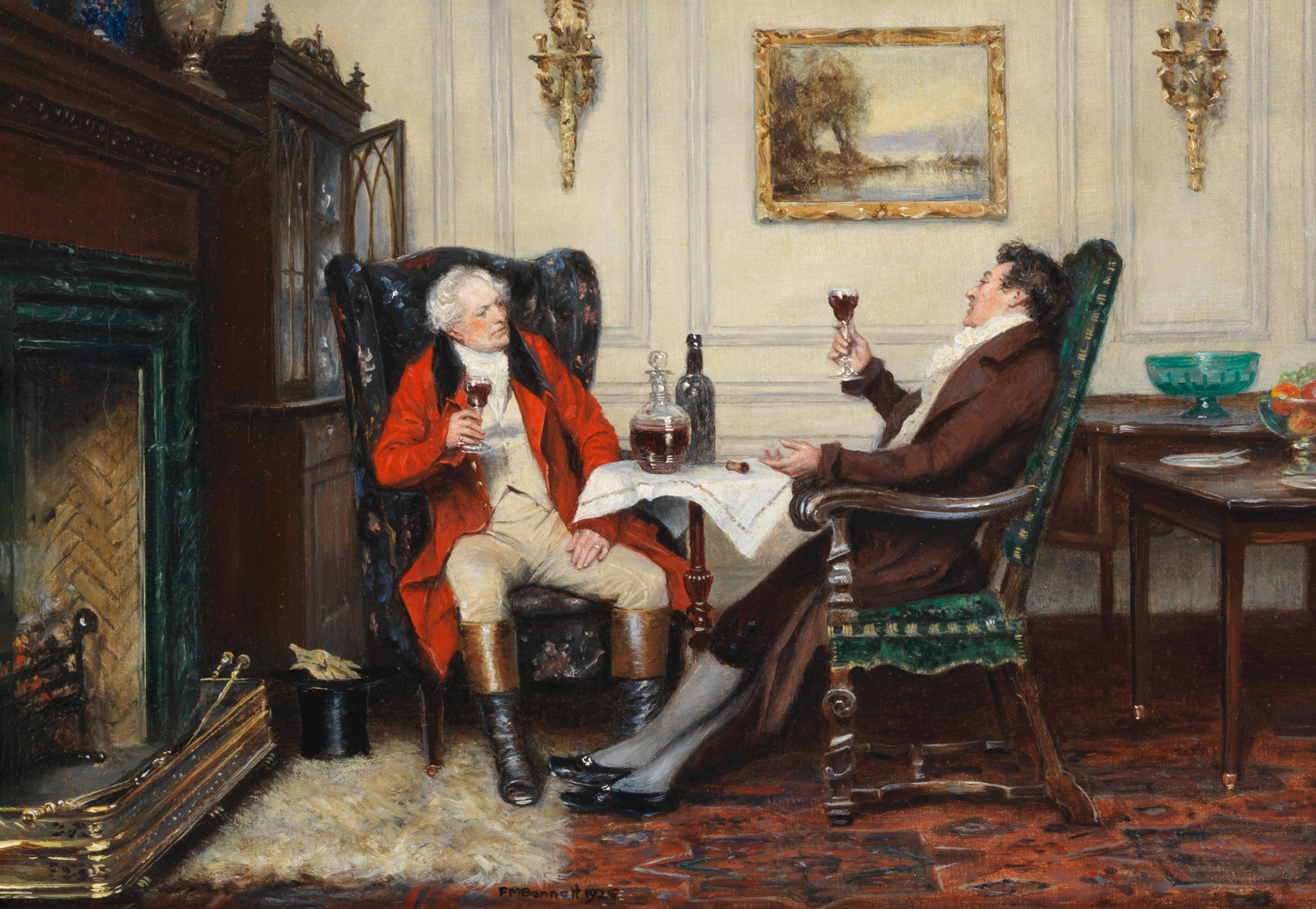
Увлекательная беседа
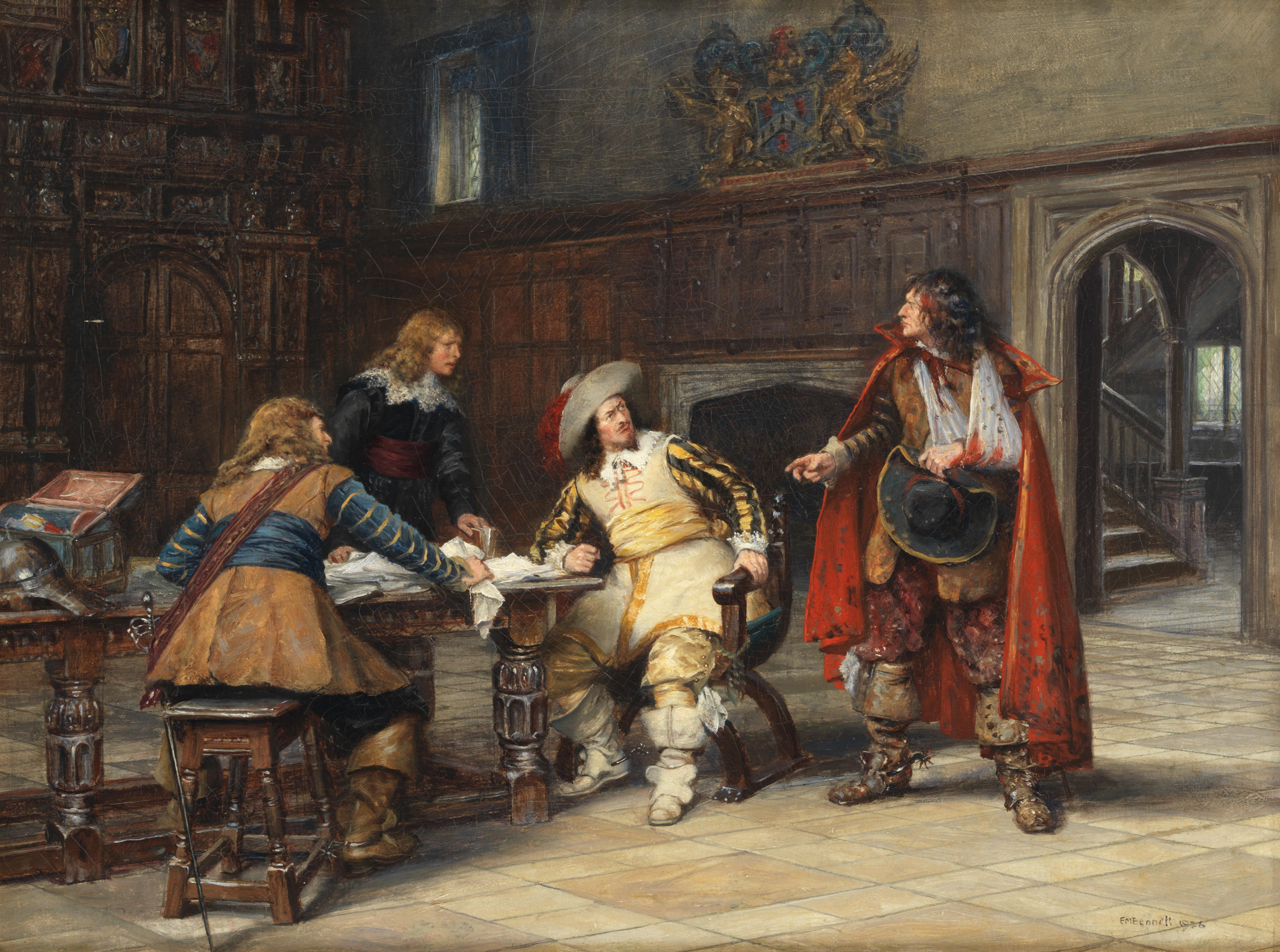
Верный посланник
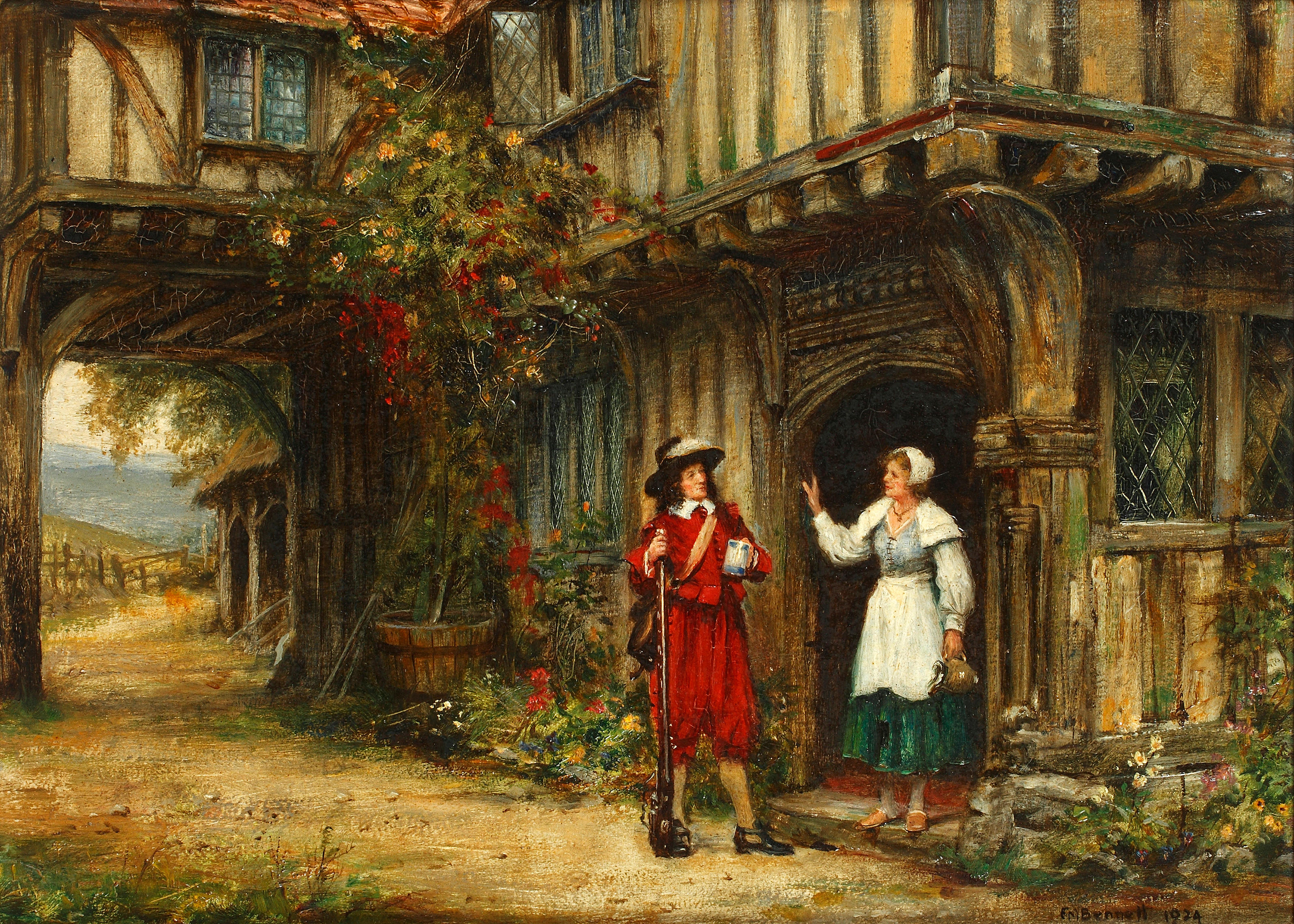
Визит
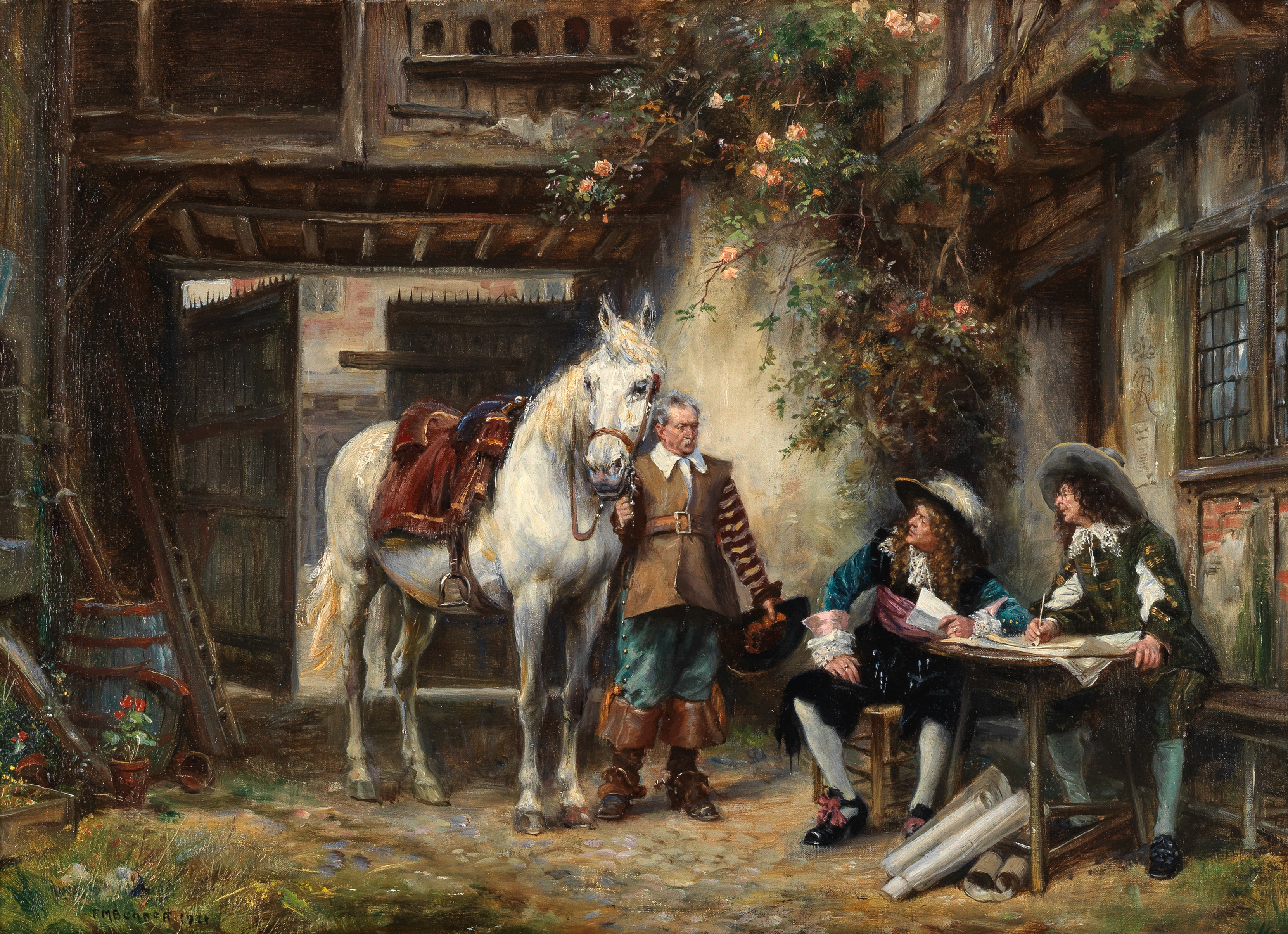
В ожидании ответа
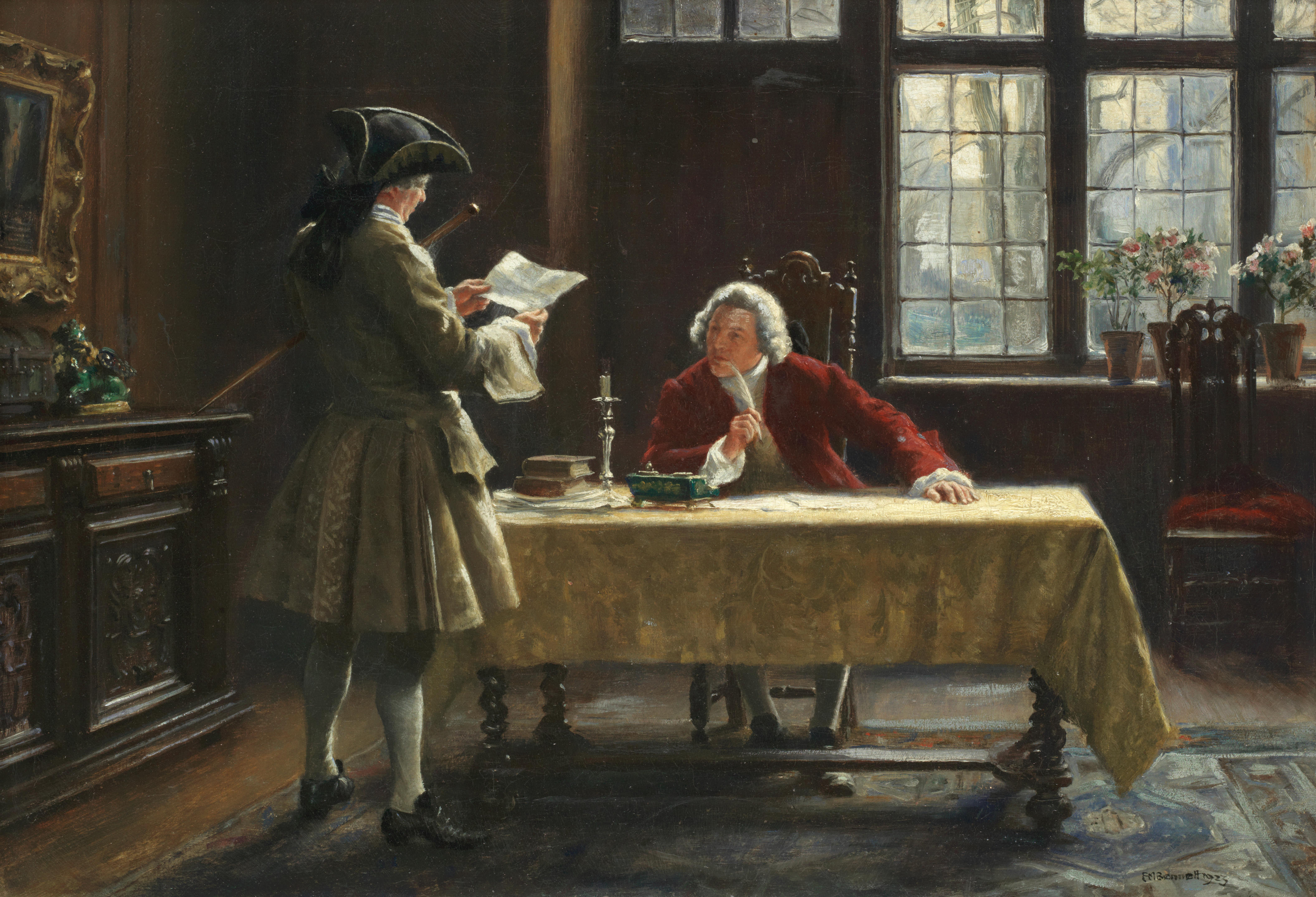
Совет
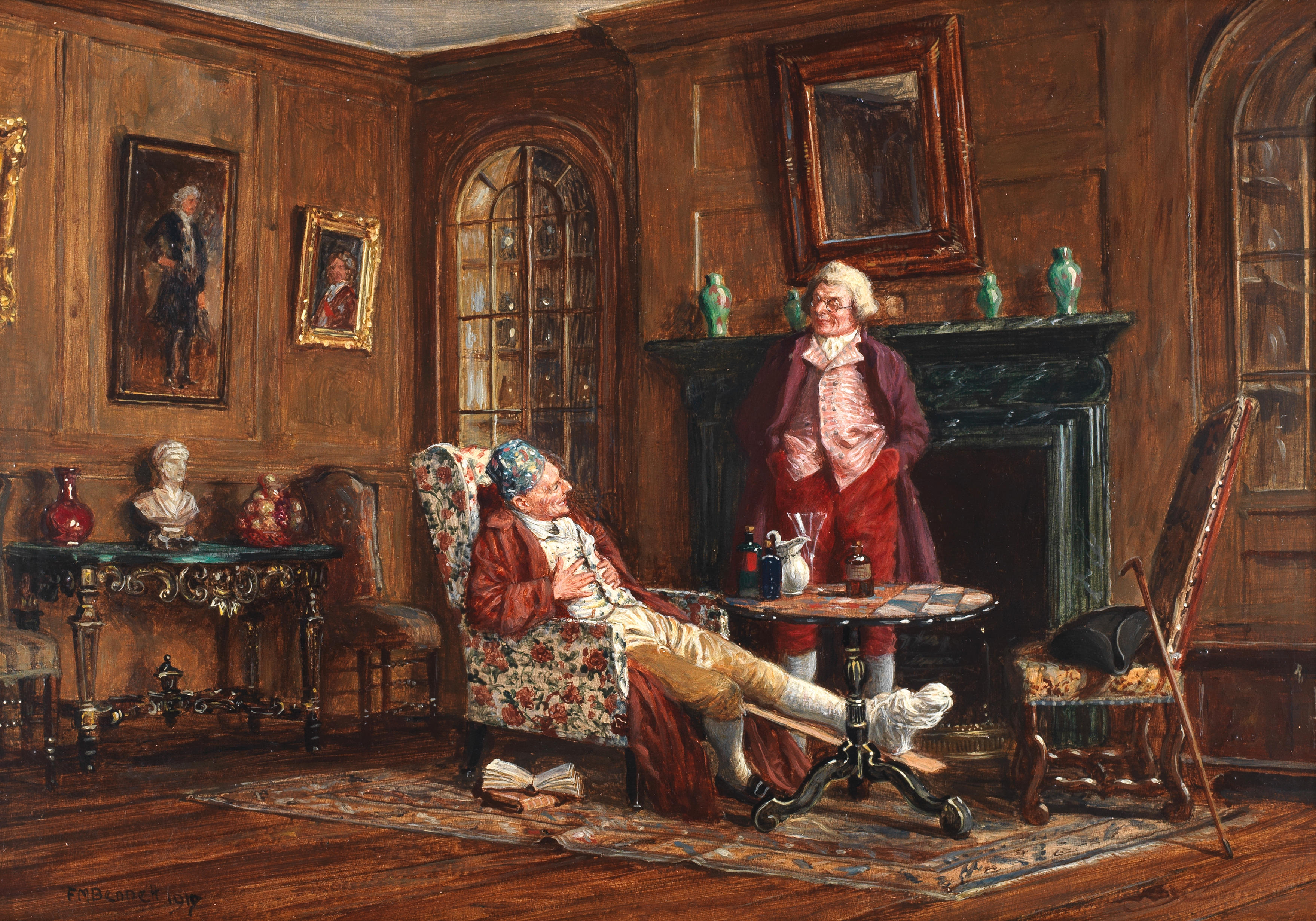
Остроумный доктор
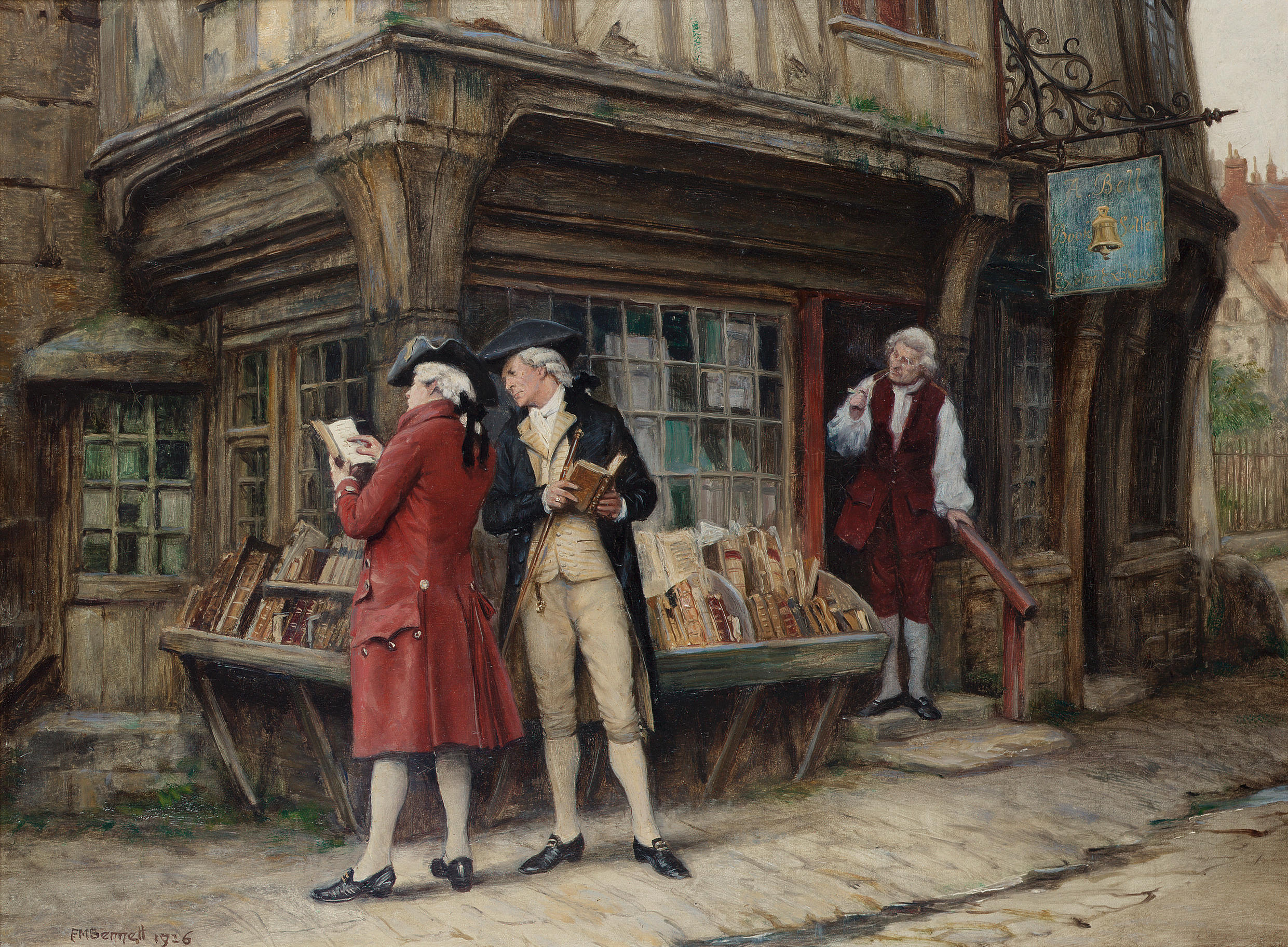
Последние покупатели